# Albuquerque Isotopes

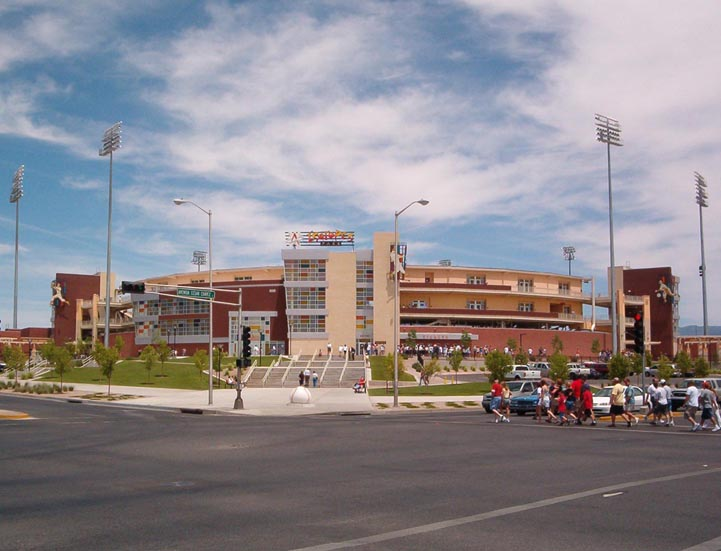
Stadion

De Albuquerque Isotopes is een Minor league baseballteam uit Albuquerque, New Mexico. Ze spelen in de Southern Division van de American Conference van de Pacific Coast League. Hun stadion heet Isotopes Park. Ze zijn geaffilieerd met de Colorado Rockies.
De naam Isotopes komt van de Amerikaanse televisieserie de Simpsons. In een van de afleveringen voorkomt Homer Simpson dat zijn lokale honkbalteam, de Springfield Isotopes naar Albuquerque verhuist. Toen de krant de Albuquerque Tribune een online peiling uitschreef voor een naam voor Albuquerques nieuwe honkbalteam, stemde 67% van de deelnemers voor de naam Isotopes. Dit is een passende naam, omdat er in de omgeving van Albuquerque veel onderzoek naar kernwapens is gedaan, en nog steeds wordt gedaan. Ook werd in de omgeving de eerste test van een atoombom, de Trinity, uitgevoerd.